# Gia tộc Mountbatten
Gia tộc Mountbatten là một gia tộc Anh có nguồn gốc là một nhánh của Gia tộc Battenberg thuộc Đức. Tên này được các thành viên của gia tộc Battenberg đang sinh sống tại Vương quốc Anh sử dụng vào ngày 14 tháng 7 năm 1917. Người đứng dầu hiện tại là George Mountbatten, Hầu tước thứ 4 xứ Milford Haven.

### Hầu tước xứ Milford Heaven

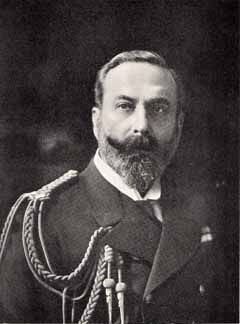
Louis Mountbatten, Hầu tước thứ nhất xứ Milford Haven

### Bá tước Mountbatten của Miến Điện

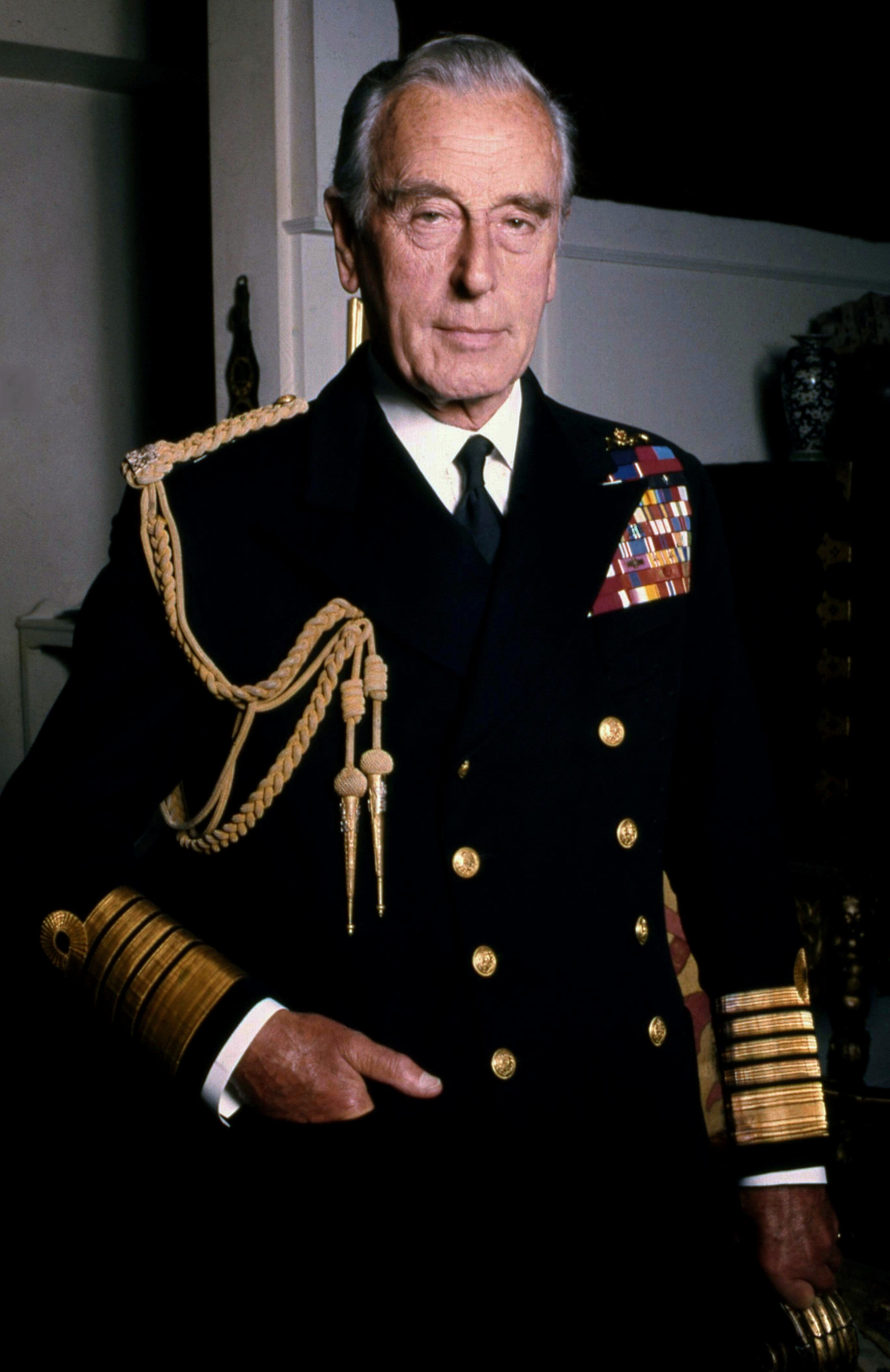
Louis Mountbatten, Bá tước Mountbatten thứ nhất của Miến Điện

### Hầu tước xứ Carisbrooke

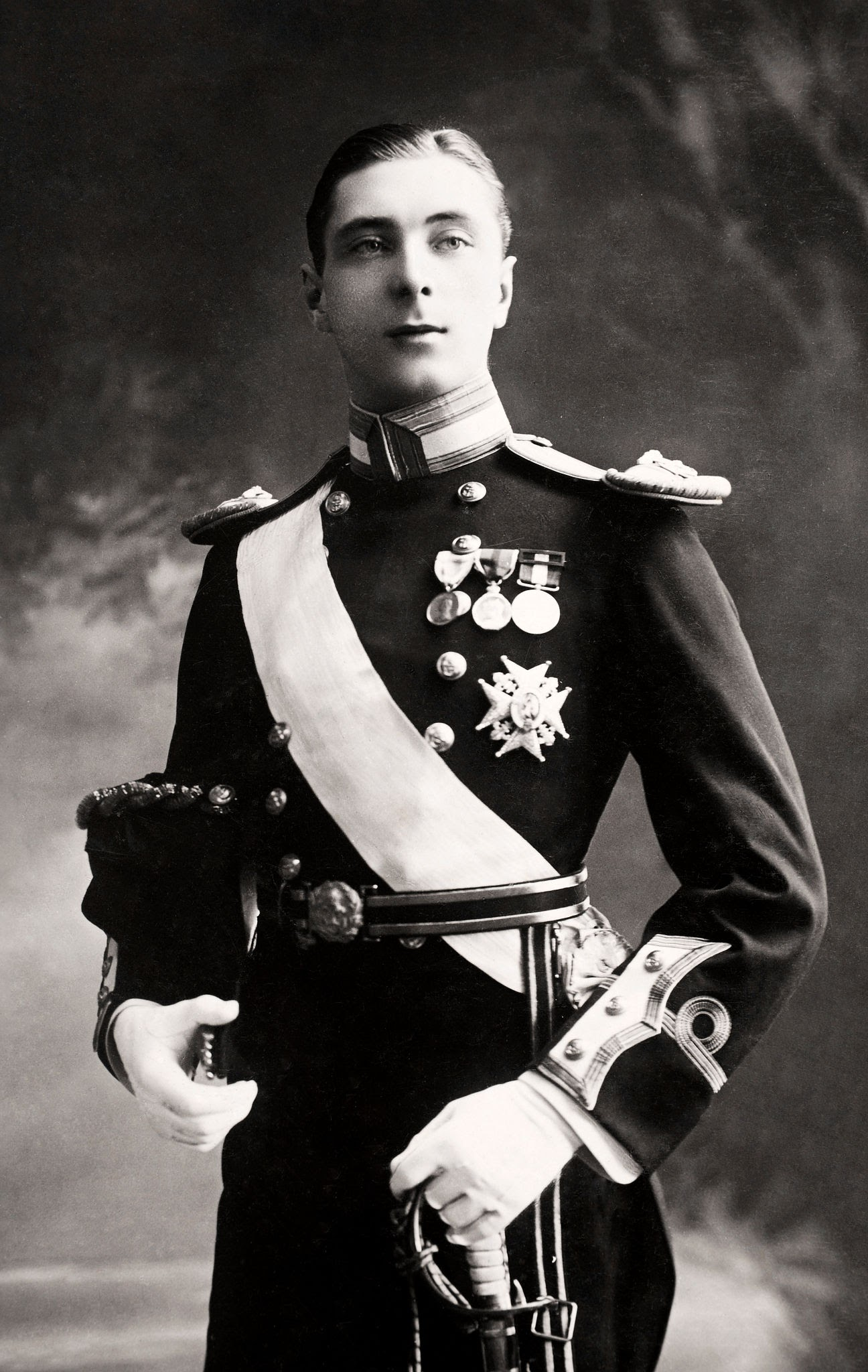
Alexander Mountbatten, Hầu tước thứ nhất xứ Carisbrooke

### Vương tế Philip, Công tước xứ Edinburgh

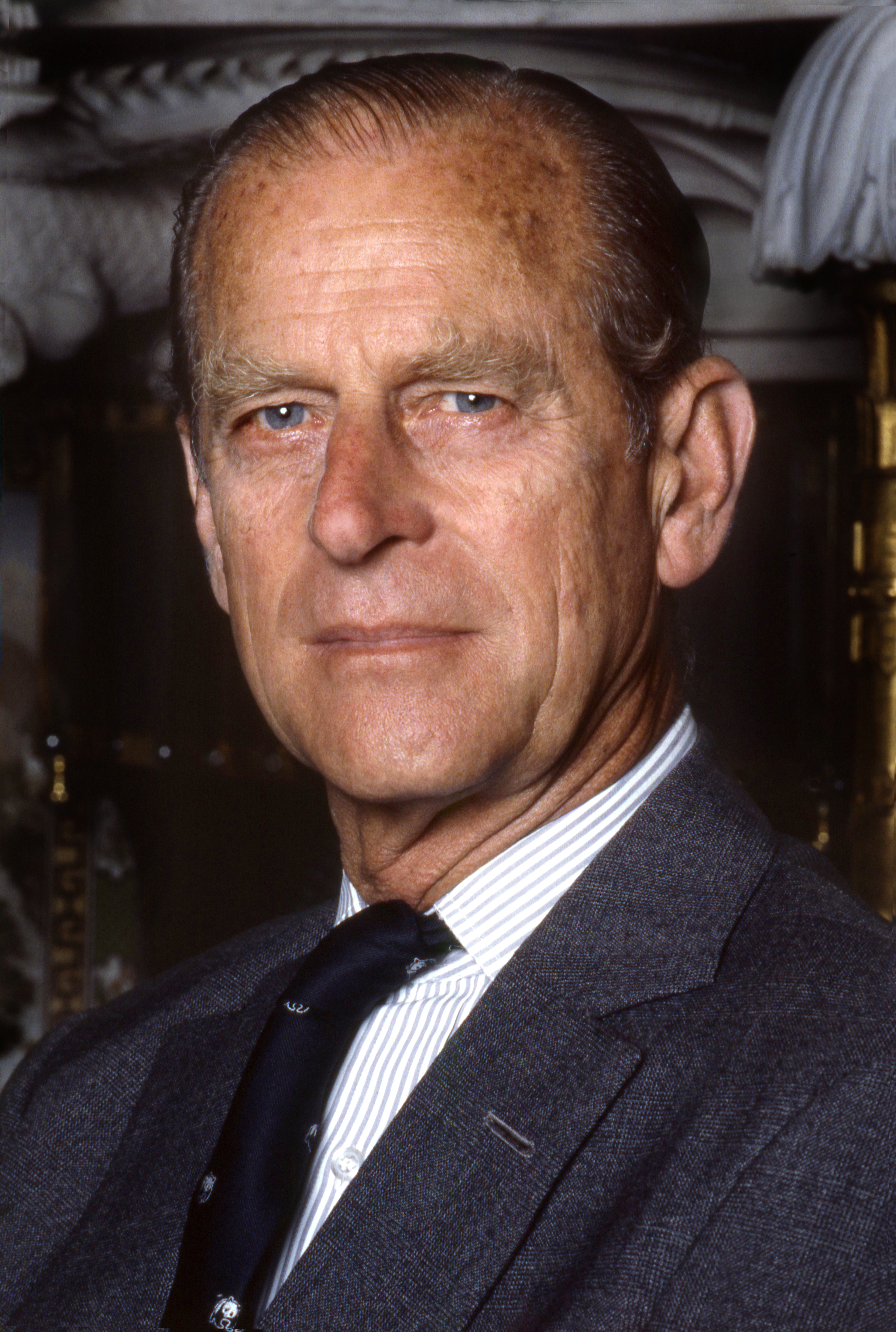
Hoàng thân Philip, Công tước xứ Edinburgh

## Phù hiệu

Phù hiệu của Hầu tước thứ nhất xứ Milford Haven
Phù hiệu của Hầu tước thứ hai xứ Milford Haven, sau khi ông được bổ nhiệm làm GCVO
Phù hiệu của Bá tước Mountbatten thứ nhất của Miến Điện
Phù hiệu của Vương hâu Louise của Thụy Điển
Phù hiệu của Thân vương Alexander, Leopold và Maurice xứ Battenberg (trước 1917)
Huy hiệu của Alexander Mountbatten, Hầu tước thứ nhất xứ Carisbrooke
Phù hiệu của Leopold Mountbatten
Phù hiệu của Hoàng thân Philip, Công tước xứ Edinburgh
Phù hiệu của Norton Knatchbull, Bá tước Mountbatten của Miến Điện
Phù hiệu cánh tay của Thân vương Louis, Hầu tước thứ nhất xứ Milford Haven và Thân vương Heinrich xứ Battenberg
Phù hiệu cánh tay của George Mountbatten, Hầu tước thứ 2 xứ Milford Haven và Louis Mountbatten, Bá tước Mountbatten của Miến Điện
Phù hiệu cánh tay của Thái tử phi Louise của Thụy Điển
Phù hiệu cánh tay của Vương hậu Louise của Thụy Điển
Phù hiệu cánh tay của Thân vương Alexander, Leopold và Maurice xứ Battenberg (trước 1917)
Phù hiệu cánh tay của Alexander Mountbatten, Hầu tước thứ nhất xứ Carisbrooke (trước 1917)
Phù hiệu cánh tay của Hoàng thân Philip, Duke Công tước xứ Edinburgh
Phù hiệu cánh tay được cấp cho hậu duệ của gia đình Brabourne, con gái lớn của Bá tước Mountbatten của Miến Điện."